# Und morgen früh küss ich dich wach
 (mars 2025).

 
Und morgen früh küss ich dich wach (en français : Et demain matin je t'embrasserai éveillée) est une chanson de la chanteuse allemande de schlager et d'europop Helene Fischer, sortie en juillet 2006 sur les labels EMI Music Germany et Electrola. La chanson a été produite par Jean Frankenfurt, et les paroles ont été écrites par Irma Holder et Jean. Tirée de son premier album studio, Von hier bis unendlich (2006), Und morgen früh küss ich dich wach est une chanson europop et schlager, qui parle des promesses de demain avec son amoureux, et du fait que rien ne pourra jamais détruire leur amour.
Sortie en tant que single promotionnel, la chanson a été interprétée dans de nombreuses émissions musicales allemandes, mais n'a pas été classée dans les hit-parades au moment de sa sortie promotionnelle. Cependant, dans les années qui ont suivi, la chanson est devenue plus populaire grâce à d'autres artistes qui l'ont reprise, ce qui lui a valu une certaine popularité dans les classements.
En mai 2023, près de 17 ans après la sortie de l'album et du single promotionnel, le single a été certifié Or en Allemagne par le Bundesverband Musikindustrie (BVMI) pour des expéditions de 150 000 copies.

## Contexte et composition
Le single a été enregistré, mixé et masterisé par Jean Frankenfurt, qui a produit les 12 titres de son premier album studio. Les sessions d'enregistrement ont eu lieu au Taunusstudio, situé à Francfort. Les paroles de la chanson ont été écrites par Irma Holder et Jean lui-même.

## Spectacles en direct
Le single a été joué dans de nombreux spectacles musicaux, tels que "Fernsehgarten", "Musik für Sie" et "Aktuelle Schaubude". La chanson a également été interprétée dans un célèbre spectacle intitulé "Schlager des Jahres".

## Résultats commerciaux
Bien que le single promotionnel n'ait pas été classé dans les charts nationaux allemands (ou étrangers), il a eu de nombreuses performances télévisées bien accueillies et l'a propulsée dans les médias grand public.

### Résurgence en 2013
Le single a ensuite gagné en popularité grâce à de nombreuses reprises, comme la reprise du single par Beatrice Egli en 2013. Cela a ensuite permis à la chanson de réapparaître dans les charts d'Allemagne et de Suisse.

## Graphiques
| Graphique (2013)                                   | Culminer position |
| -------------------------------------------------- | ----------------- |
| Classement des singles allemands ( GfK )           | 83                |
| Classement des singles suisses ( Swiss HitParade ) | 61                |

## Certifications
| Région             | Certification | Unités certifiées / ventes |
| ------------------ | ------------- | -------------------------- |
| Allemagne ( BVMI ) | Or            | 150 000                    |